# 세상의 모든 음악
《세상의 모든 음악 전기현입니다》 또는 약칭 세음은 KBS 클래식FM(전국, 수도권 기준 FM 93.1MHz)에서 방송 중인 월드뮤직 전문 프로그램이다. 
이 프로그램은 클래식도 들려주지만, 비영어권 음악이 가장 많고, 여러 민족의 전통 멜로디, 러시아 로망스, 중동, 이스라엘, 네팔, 인도네시아, 필리핀, 아프리카의 민요, 샹송, 깐초네, 파두, 보사노바, 크로스오버, 영화음악, 재즈, 탱고, 그리고 가끔씩 비주류 한국인 뮤지션 등 그야말로 세상에 존재하는 거의 모든 음악 장르를 들려준다.
프로그램 신설부터 2007년 4월 5일까지는 주말 휴방하고 평일만 방송했으나, 2007년 4월 8일부터는 주7일 방송한다. 청취자들에게 사랑을 받는 이 프로그램의 독특한 트레이드마크가 두 개 있다. 하나는, 오프닝곡인 〈Tiger in the Night〉이고 다른 하나는, "오늘 하루도 수고 많으셨습니다."라는 전기현의 오프닝 멘트다.
가끔 선곡표의 끄트머리에 있는 1~2곡을 송출하지 못 하는 때도 있다. 사연을 읽거나, 곡에 대한 추가설명을 하다보니 시간을 초과했기 때문인데, 실시간 방송을 초단위로 맞춰 시작하고 끝내는 것은 매우 어렵기 때문이고, 이렇게 내보내지 못한 곡은 며칠 안에 다시 들려주는 때가 많다.
본방시간이 초저녁 황금시간대인데, 대부분의 클래식 콘서트를 이 시간에 하기 때문에, 실황 중계를 위해 방송시간 단축하는 때가 종종 있다. 18::00~18:30. 18:00~19:00, 19:00~20:00, 19:30~20:00 등 콘서트 실황 중계 상황에 따라 달라진다. 
실황 중계로 인해 방송 시간이 짧아진 날의 심야 재방송은, 이전의 방송을 다시 들려주고, 선곡표에 그 날짜를 알려준다. 
토요일, 일요일의 주말방송은 녹음방송으로 진행한다. 제작진도 휴무가 필요하다. 
음악의 수많은 장르를 들려주는 프로그램답게, 가끔 독특한 이벤트를 진행한다. 클래식FM을 비롯한 대한민국의 어느 라디오에서도 다루지 않는 독특한 주제를 가지고 서프라이즈 기획을 들려주기도 한다.
가요채널 등 다른 라디오 채널과 달리 클래식FM은 시간이 모자라 곡을 중간에 자르는 경우가 매우 드물고, 세음은 특히 더 그렇다. 접하기 쉽지 않은 희귀한 장르를 다루기 때문에, 음반이나 음원 구하기가 쉽지 않은 경우가 많고, 그래서 곡을 중간에 자르지 않기 위해 선곡, 대본, 방송시간조절을 매우 세밀하게 준비한다. 또한 곡이 시작할 때와 끝날 때, 약 0.5~1.5초 정도 아무런 소리가 없는 여백을 두는데, 이는 녹음하는 청취자를 위한 배려이자 곡을 중간에 자르거나 진행자 멘트와 곡의 시작과 끝을 마구 섞는 가요채널과는 완전히 다른 클래식FM의 특징이다.
새벽 01:00~03:00의 재방송을 활용하는 방법은, 본방송에서 들었던 음악을 재방송에서 녹음하는 것이다. 제목과 나오는 시간을 알고 있으면, 녹음 준비를 하고 있다가 타이밍에 맞춰 녹음버튼을 누르면 된다. 녹음을 계속 언급하는 이유는 아래 참고 사항에 설명해놓았다.
보이는 라디오 녹음 관련: 특별기획 등의 경우에 세음도 드물게 '보이는 라디오(이하 보라)'를 할 때가 있다보니, 이는 녹음해 두면 매우 귀중한 소스가 된다. 만약 녹음하고 싶다면, 보라 상태에서 하지 말고, 영상 없는 라디오 상태에서 녹음하는 게 좋다. 왜냐하면, 둘의 소리가 꽤 다르기 때문이다. 보라 상태에서는 음성신호가 영상신호에 함께 포함되어 있는 상태라서 볼륨도 작고, 음질이 조금 떨어지는 반면, 라디오 상태에서는 영상신호 없이 오직 음성신호만 있기 때문에 볼륨도 크고, 음질도 좋기 때문이다.
단, 이 프로그램은 모두 전국방송이다.
2012년 4월 1일에 방송 10주년을 맞이했고, 2014년 4월 1일에 방송 12주년을 맞이했고, 2017년 4월 1일에 방송 15주년을 맞이했으나, 2022년 4월 1일에 방송 20주년을 맞이했다.

## 역대 진행자/주요 역사
| 진행 시기                         | DJ                                | PD                            | 작가          | 내용/비고                      |
| --------------------------------- | --------------------------------- | ----------------------------- | ------------- | ------------------------------ |
| 2002년 4월 1일~2002년 6월 30일    | 아나운서 이한숙                   | 김혜선                        | 김미라        | 프로그램 신설                  |
| 2002년 7~10월                     | 아나운서 공정민                   | 김혜선                        | 김미라 황우창 |                                |
| 2002년 11월~2003년 5월 11일       | 아나운서 홍소연                   | 김혜선                        | 김미라 황우창 |                                |
| 2003년 5월 12일~2007년 4월 7일    | 배우 김미숙                       | 김혜선 조정현                 | 김미라 황우창 |                                |
| 2007년 4월 16일~2008년 12월       | 팝페라 가수 겸 뮤지컬 배우 임태경 | 홍승철 안종호                 | 송정림        | 평일 진행 (주말 진행은 전기현) |
| 2009년 1월~2010년 3월             | 피아니스트 이루마                 | 안종호(월~금), 김경정(토, 일) | 송정림 박나경 | 평일 진행 (주말 진행은 전기현) |
| 2010년 3월~12월                   | 피아니스트 이루마                 | 안종호                        | 김미라        |                                |
| 2011년~2013년 4월 7일             | 정은아                            | 김혜선                        | 김미라        |                                |
| 2013년 4월 8일~2014년 4월 6일     | 가수 카이                         | 안종호(월~금), 정유라(토, 일) | 김미라        |                                |
| 2014년 4월 7일~2014년 12월 31일   | 가수 카이                         | 안종호(월~금), 박정연(토, 일) | 김미라        |                                |
| 2015년 1월 1일 ~ 2015년 12월 20일 | 전기현                            | 안종호                        | 김미라        |                                |
| 2015년 12월 21일~2018년 5월 27일  | 전기현                            | 김혜선                        | 김미라        |                                |
| 2018년 5월 28일~2021년 4월 25일   | 전기현                            | 안종호                        | 김미라        |                                |
| 2021년 4월 26일~2023년 3월 12일   | 전기현                            | 정일서 이연희                 | 유선경        | [ 4 ]                          |
| 2023년 3월 13일~2023년 12월 31일  | 전기현                            | 정혜진                        | 김재연 장유림 |                                |
| 2024년 1월 6일~2024년 3월 3일     | 전기현(월~금) 안종호(토, 일)      | 정혜진(월~금), 안종호(토, 일) | 장유림(월~금) | [ 6 ] [ 7 ]                    |
| 2024년 3월 4일~2024년 12월 29일   | 전기현(월~금) 안종호(토, 일)      | 안종호                        | 김미라 안종호 | [ 8 ]                          |
| 2025년 1월 4일~                   | 전기현                            | 안종호                        | 김미라        | 주말방송에 전기현 복귀         |
| 내용 대기 공란                    |                                   |                               |               |                                |
| 내용 대기 공란                    |                                   |                               |               |                                |
| 내용 대기 공란                    |                                   |                               |               |                                |

- 가장 긴 기간 진행자를 하고 있는 전기현은 프랑스에서 영화를 공부한 덕분인지 프랑스어 발음이 매우 좋으며, 그 외에 스페인어, 포르투갈어, 독일어, 북유럽어(노르웨이, 스웨덴, 핀란드, 덴마크), 이스라엘어 등의 발음도 매우 유창해서, 청취자에게는 여러 언어를 들을 수 있는 흥미로운 기회도 준다.
- 작가가 쓴 대본에 있다고 생각되지 않는, 디테일하고 깨알같은 영화 지식을 종종 들려주는 DJ 전기현 덕분에 그 어디에서도 접하기 어려운 지식을 적지 않게 얻을 수 있으며, 세음의 전기현 이외에도 명연주 명음반의 정만섭, FM 실황음악의 최은규, Jazz수첩의 황덕호 등 해당 분야의 전문가가 진행하는 이런 프로그램 덕분에 클래식FM이 더욱 빛 난다.
- 2024.1.6(토)부터 2024.12.29(일)까지는 주말 이틀은 안종호PD가 원고+선곡+진행을 맡은 1인 시스템으로 제작하기 시작했으며, 특정 코너 없이 곡을 나열하는 방식으로 진행
- 2025.1.4(토)부터 주말방송 진행 전기현 복귀
- 2024.1.14(일)부터, 주말 진행 중간 로고송은 세음 전임자였던 이루마의 피아노 연주와 김미숙의 목소리로 들을 수 있게 되었다.
- 내용 대기 공란
- 내용 대기 공란
- 내용 대기 공란2024.1.14(일)부터, 주말 진행 중 로고송은 이루마의 피아노 연주와 김미숙의 목소리. 로고송의 원곡은 Mercedes Sosa & Nilda Fernandez가 부른 Mon Amour.2024.1.27(토), 주말 로고송의 다른 버전[9]

## 코너
| 시기                                         | 코너 이름                                                                             | 시그널 / BGM |
| -------------------------------------------- | ------------------------------------------------------------------------------------- | --- |
| 2006년 ~ 2007년                              | ?월의 노트 전기현의 MUSIC ESSAY 7:20 길모퉁이 Cafe 7:45 영화 속의 그대 도서관 가는 길 | |
| ~ 2014년 12월 31일 (수)                      | 12월의 노트 마음을 거닐다 음악 여행자 (토, 일)                                        | |
| ? ~ ?                                        | 그 말이 내게로 왔다 전기현의 뮤직노트 풍경과 음악 (일)                                | |
| 2015년 1월 5일 (월) ~ 2018년 5월 25일 (일)   | 전기현의 감성사진 저녁에, 당신에게 바람이 전해준 노래 (토, 일)                        | |
| 2018년 5월 28일 (월) ~ 2020년 2월 2일 (일)   | 여행자의 노트 저녁이 꾸는 꿈 시가 된 노래 (토) 영화가 사랑한 음악 (일)                | |
| 2020년 2월 3일 (월) ~ 2021년 4월 25일 (일)   | 마음이 머무는 곳 저녁이 꾸는 꿈 영화가 사랑한 음악 (토) 라임라이트 (일)               | |
| 2021년 4월 26일 (월) ~ 2023년 3월 12일 (일)  | 친애하는 당신에게 저녁이 묻다 영화음악실 (토) 일요일의 책장 (일)                      | Luc Baiwir - Song for Clara Abe Masashi - Fly to the Sky Vladimir Cosma - Theme de Nadia Earl Klugh - Sunset Island + Andre Gagnon - L'Amour Reve                                                                               |
| 2023년 3월 13일 (월) ~ 2023년 6월 25일 (일)  | 그의 이름은 조율의 시간 듣는 영화관 (토) Sunday Evening Music (일)                    | 권영찬 - 부서지다+종코 - 물병/소파 Alexandre Desplat - Julie & Julia OST. "Leaving Paris" Patrick Doyle - Love's Labour's Lost OST. "I've Got a Crush on you"+푸디토리움 - 와주어서 고마워                                      |
| 2023년 6월 26일 (월) ~ 2023년 12월 30일 (토) | 저녁에 찾아온 말 조율의 시간 듣는 영화관 (토) Sunday Evening Music (일)               | Sylvius Leopold Weiss - Ciaconne in D major // lute: José Miguel Moreno Alexandre Desplat - Julie & Julia OST. "Leaving Paris" Patrick Doyle - Love's Labour's Lost OST. "I've Got a Crush on you"+푸디토리움 - 와주어서 고마워 |
| 2024년 1월 1일 (월) ~ 2024년 3월 1일 (금)    | 저녁에 찾아온 말 조율의 시간                                                          | Sylvius Leopold Weiss - Ciaconne in D major // lute: José Miguel Moreno Alexandre Desplat - Julie & Julia OST. "Leaving Paris"                                                                                                  |
| 2024년 3월 4일 (월) ~ 2024년 12월 31일 (화)  | 여행자의 노트 저녁에 쉼표, 하나                                                       | Chet Atkins - Sails Gontiti - Flow *1월 6일(토)부터, 주말에 안종호PD가 PD+작가+DJ를 겸하면서, (토)영화음악코너는 없애고, 특정 주제를 다루는 코너 없이 다양한 곡 소개로 컨셉 변경.                                               |
| 2025년 1월 1일 (수) ~                        | 뮤직 인사이드 저녁에 쉼표, 하나                                                       | Andre Gagnon - Chanson Pour Liona Gontiti - Flow |

## 특별기획
음악의 수많은 장르를 들려주는 프로그램 답게, 가끔 매우 특별한 주제로 서프라이즈 기획을 진행한다.
해당 기획의 선곡은 아래의 방송일 참고해서, 홈페이지 선곡표 검색하면 알 수 있다.
이 문단은 프로그램이 끝나는 날까지 계속 누적해서 기록할 것이고, 해당 기획을 진행할 무렵에 누구라도 내용을 추가해주길 바란다.
| 기획명                                 | 방송일                             | 방송내용 |
| -------------------------------------- | ---------------------------------- | --- |
| 월드뮤직 특집, 플레이어의 플레이리스트 | 2023. 5. 29 (월) ~ 2023. 6. 2 (금) | 한국에서는 비주류 장르지만, 자신의 음악을 지켜가고 있는 뮤지션을 만나는 특별한 기획. - 5/29(월): 한국에서 샹송의 향기를 들려주는 플레이어 유발이 - 5/30(화): 세계의 다양한 피리와 악기들을 연주하는 플레이어 권병호 - 5/31(수): 20년 한결같은 자메이카의 레게&스카 플레이어 킹스턴 루디스카 - 6/1(목): 한국과 브라질을 오가는 매력적인 보사노바 플레이어 나희경 - 6/2(금): 세상의 모든 아픔을 음악으로 보듬어가는 플레이어 하림 |
| 크리스마스 특집, 메리탱고마스          | 2023. 12. 11 (월)                  | 2012년 10주년 기념 첫 공개방송(@KBS홀) 이후, 2번째로 기획한 공개 라이브(@스튜디오 콩). 클래식FM 유튜브채널로 실시간 방송했으며, 방청객 약 30명 추첨해서 스튜디오로 초대. 가장 중요한 건, 어마어마한 사운드 퀄리티. 라이브 인데도 마치 음반이 아닐까 싶을 정도로 완벽에 가까운, 악기 밸런스, 스테레오. 고상지 밴드 반도네온: 고상지 / 바이올린: 윤종수 / 피아노: 조영훈 / 베이스: 김유성 / 퍼커션: 렉토 루즈(Recto Luz)          |
| 내용 대기 공란                         |                                    | |
| 내용 대기 공란                         |                                    | |
| 내용 대기 공란                         |                                    | |

- 2023년 '메리탱고마스'는 PD가 지어 제안한 여러 제목들 중에 고상지가 선택했다고 한다. 이날 연주곡에 탱고 외에도 영화음악, 캐롤 등 매우 다양한 음악이 포함된만큼 스페인어 más에 중의적인 의미를 담아 "탱고, 그리고 또 더 많은 음악들"을 얘기하기에 딱 맞아 선택했다고 방송에서도 언급했다.

## 방송시간
- 본방송 : 매일 저녁 6시 ~ 저녁 8시
- 재방송 : 다음날(매일) 새벽 1시 ~ 새벽 3시

## 참고 사항
- KBS 클래식FM은 오디오 애호가를 위해 방송국 담벼락 너머에 통로를 하나 더 열어두고 있다. 전용 앱인 KBS Kong(이하 콩)을 사용하지 않아도, 별도 URL을 통해서 클래식FM을 들을 수 있다. 즉, 컴퓨터의 여러 오디오 프로그램, 스마트폰의 여러 오디오 앱, 오프라인의 여러 네트워크 미디어 플레이어, 여러 인티그레이티드 앰프 등에서도 클래식FM을 동일하게 들을 수 있다. 이들에는 거의 대부분, 재생할 파일을 선택하는 창의 옵션 중 URL 입력창이 있어서 거기에 URL을 입력하면 청취할 수 있다. 뉴스 채널, 교양 채널, 음악 채널 등 다목적으로 사용하는 콩 대신 음악 전용 소프트웨어, 음악 전용 하드웨어에서도 클래식FM을 동일하게 청취할 수 있고, 이는 음질이 중요한 역할을 하는 클래식의 특성을 최대한 반영하기 위해 한국 유일의 클래식 전문 채널인 클래식FM이 할 수 있는 최대한의 노력인 것 같다.  누가 이 URL을 소유/관리하는지 알 수는 없지만, 만약 방송국이 아닌 개인청취자라면 공로상 받을 자격 충분히 있다.  그림은 AIMP라는 컴퓨터 오디오 프로그램이고, URL을 입력하면 KBS ClassicFM이라는 제목이 자동으로 뜬다. URL은 http://serpent0.duckdns.org:8088/kbs1fm.pls

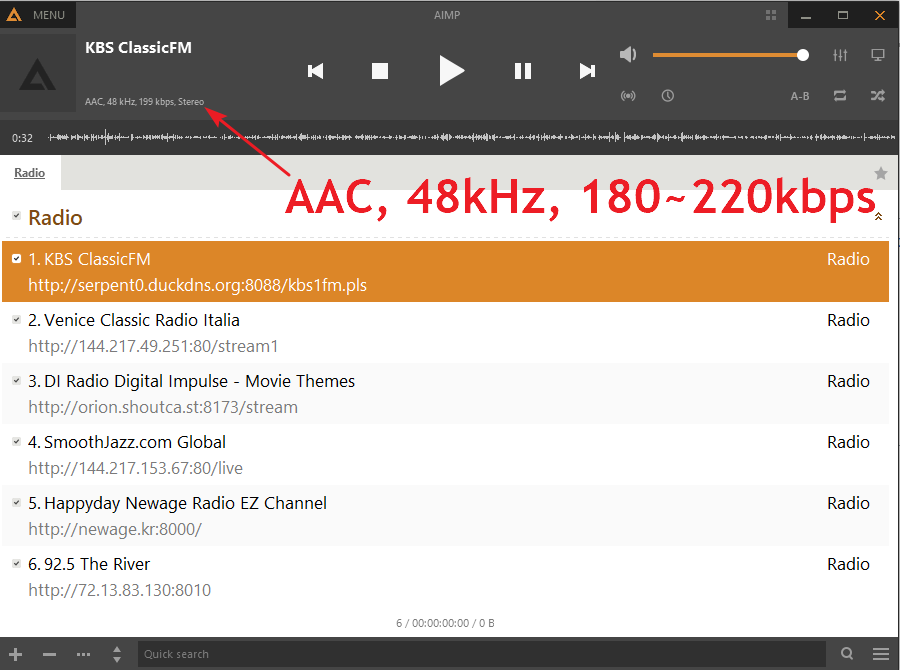

- 콩을 벗어난 별도 URL의 존재가 중요한 이유가 하나 더 있는데, 바로 인터넷 트래픽을 분산시킬 수 있기 때문이다. 인터넷망의 어떤 돌발적인 변수 때문에 특정 지역, 특정 시간에 콩을 사용할 수 없게 되었을 경우에도, 별도 URL이 존재하니, 콩을 우회해서 클래식FM을 들을 수 있다. 혹은 콩에 접속한 사람이 지나치게 많아서(?), 방송이 지속적으로 끊길 경우에도 유용하다. 일종의 예비 채널인 셈. 인간의 삶에서도 예비라는 건 중요하지만, 방송에서 예비는 매우 중요하다.
- 또한 이런 외부 소프트웨어, 외부 하드웨어를 통해서 클래식FM의 음질이 어느 수준인지도 알 수 있는데, AAC, 24bit 48kHz, 약 180~220kbps인 것 같다. 24bit 48kHz는 HD, FHD, 4K 등 거의 모든 고품질 디지털미디어에서 표준으로 사용하는 오디오스펙이고, 이 정도만 되어도 대부분의 사람 귀에 음질은 넘치게 좋다. 더군다나, 방송국 특히 라디오국에서 사용하는 오디오 장비들은 보급형 수준이 아닌 최상급 장비들이라서, 같은 품질의 음원을 재생한다고 해도 음질은 좋을 수 밖에 없다. CD가 16bit 44.1kHz이므로 이보다 한 단계 위의 음질이며, SACD 혹은 DSD음원을 자유롭게 얻고 사용할 수 있는 사람이 아닐 경우 이보다 좋은 음원 소스도 드물기 때문에, Audacity 등의 무료 오디오 편집 프로그램을 사용해 녹음할 줄 아는 사람이라면, 클래식FM을 녹음하는 것도 고품질 음원 확보의 좋은 방법이다. (이런 프로그램 사용해서 녹음하는 건 조금만 연습하면 누구나 할 수 있으니 도전해보자.) 녹음할 때 32bit 96kHz 등으로 억지 업스케일링은 가능한 하지 말고, 송출하는 24bit 48kHz 그대로 녹음해서 무손실압축포맷인 flac으로 저장하면 1분당 약 10MB, 예를 들어 약 5분 길이의 곡이라면 약 50MB 크기의 고품질 음원을 얻을 수 있게 된다. 메모리용량이 작았던 mp3 시대라면 이 정도 크기의 파일이 매우 부담스러웠겠지만, 128~512GB가 메모리 표준인 2020년대에는 이 정도 크기의 파일이라도 부담스럽지 않으니, 클래식FM을 통해서 24bit 48kHz 고품질을 느껴보자. 또한 세음은 음원을 구하기 쉽지 않은 월드뮤직을 들려주는 프로그램이라서 매우 희귀한 음원을 얻을 수 있으니, 녹음을 진지하게 고민해보도록 하자. 단, 이렇게 녹음한 것을 상업적으로 혹은 무분별하게 사용한다면 방송의 선의를 해치는 것이니, 가능한 혼자서 듣고 즐기는 용도로, 선의를 선의로 받을 줄 아는 예의를 반드시 갖추자. 헤드폰, 스피커는 당연히 좋은 것을 사용해야 한다. 음원이 아무리 좋아도 이들이 저성능이면 모든 게 허사. 컴퓨터 내장 사운드카드 역시 최소 스펙인 경우가 대부분이니, 별도의 사운드카드 혹은 외장 DAC을 사용하는 것도 필수. 24bit 48kHz는 제대로 된 어떤 준비없이 아무렇게나 듣는 사람을 위한 스펙은 아니라는 것을 알아두자. 오디오와 클래식은 어쩔 수 없이 돈과 노력을 필요로 한다.

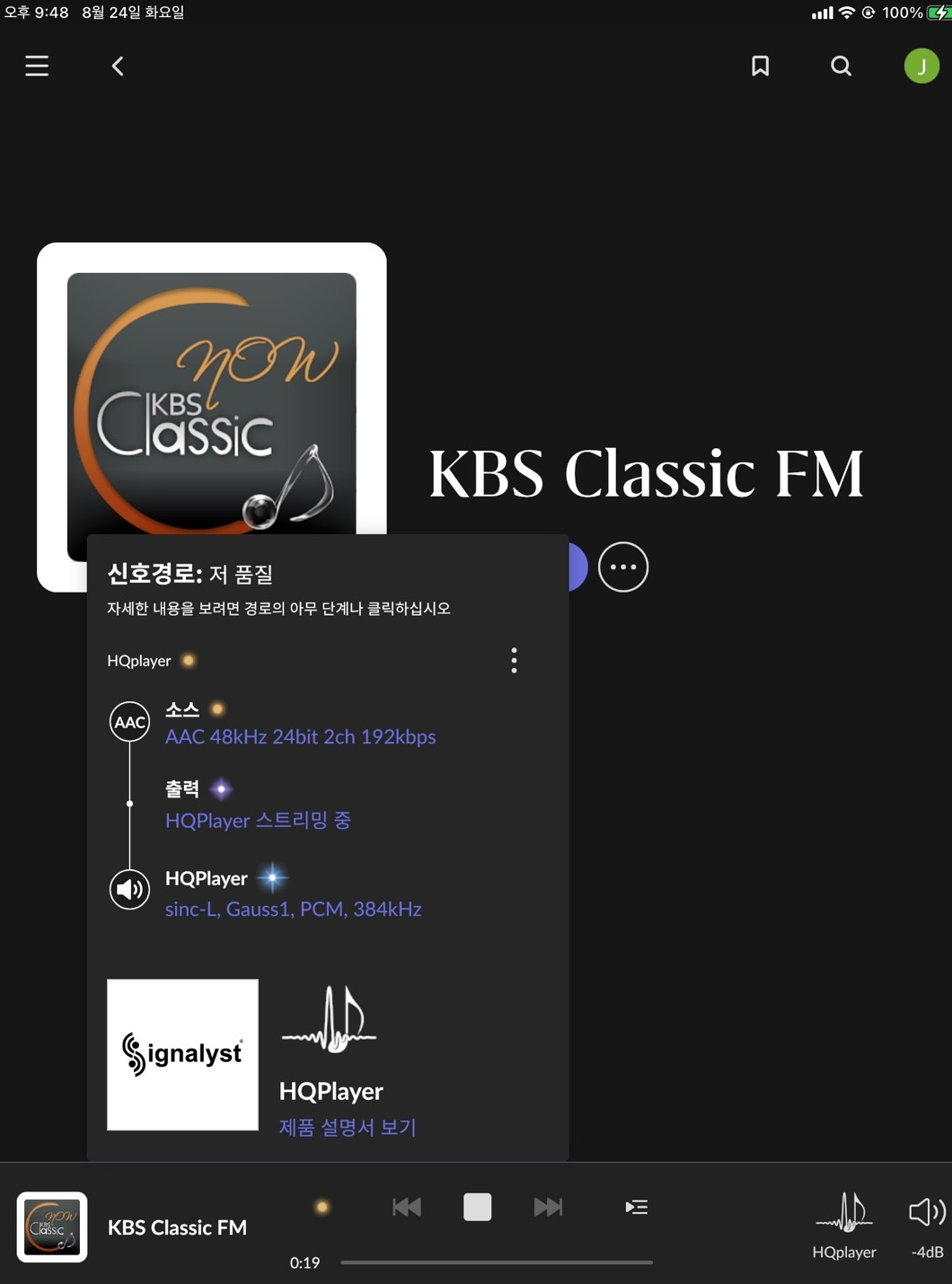

- 프로그램이 신설된 해는 2002년이지만, 홈페이지의 선곡표는 2013년 4월 13일부터 기록이 남아있다.
- KBS Kong은 2006년 5월 1일부터 서비스를 시작하였다.

## 참조
1. 어느 퇴근길 청취자가, 음악이 좋아 차에서 못내렸다네요
2. KBS 1FM, '클래식 FM'으로 바꾸고 봄 개편
3. 임태경 - 세상의 모든 음악 작별인사
4. 이루마 '세상의 모든 음악' 마이크 잡는다
5. 이루마, KBS 클래식FM DJ 발탁
6. 이루마, '세상의 모든 음악' 진행 맡아
7. 이루마, '세상의 모든 음악'은 내게 쉼터같은 공간
8. 이루마 "올해는 공연보다 라디오에 매진할 것"
9. 카이, 5년만에 '세상의 모든 음악 카이입니다' DJ 하차
10. KBS클래식FM 개국특집방송 <세상의 모든 음악> 3인3색
11. 카이님의 <세상의 모든 음악> 디제인 500일 기념
12. 정은아 '15년 만에 라디오 진행'
13. 정은아 DJ 컴백 "음악프로 위해 외국어 삼매경" 보관됨 2021-07-09 - 웨이백 머신
14. 정은아, 15년 만에 DJ석 컴백… '세상의 모든 음악' 이루마 후임
15. [라디오+感] '정은아의 아름다운 사전'
16. KBS 클래식FM 김미숙의 가정음악 좋아요. 송영훈 가정음악 부활
17. 2015년 대개편
18. 2015 KBS 라디오 대개편, 듣는 재미와 존재감 극대화
19. '세상의 모든 음악'을 들려드립니다.
20. KBS 클래식FM '세상의 모든 음악'의 시그런 뮤직인 콜린 블러스톤의 Tiger In The Night
21. 라디오 타임머신 (43) 세상의 모든 음악 10주년 특집 공개방송 '열번째 봄'
22. <KBS 클래식FM 세상의 모든 음악, 10집 '저녁이 꾸는 꿈' 발매>
23. 클래식FM과 친해지기
24. 전문성에 다이얼 맞춘다
25. 라디오 PD들의 '내 인생의 음악 10곡' – #13 김혜선 PD 보관됨 2021-07-09 - 웨이백 머신
26. 나만의연출노트(46) 라디오 크로스오버 김혜선 KBS PD
27. [라디오+感] "오늘 하루도 수고 많으셨습니다"
28. 라디오 PD들의 '내 인생의 음악 10곡' – #1 정일서 PD
29. [인터뷰] KBS 라디오 정일서 음악PD
30. [Book 메신저] 남겨두고 싶은 오프닝이 누군가에게 위로가 된다면